# کارول چانینگ
کارول چانینگ (به انگلیسی: Carol Channing) (زادهٔ ۳۱ ژانویهٔ ۱۹۲۱ – درگذشته ۱۵ ژانویهٔ ۲۰۱۹) یک هنرپیشه اهل ایالات متحده آمریکا بود.
از فیلم‌ها یا برنامه‌های تلویزیونی که وی در آن نقش داشته‌است می‌توان به آلیس در سرزمین عجایب اشاره کرد.
وی سال‌ها با بیماری سرطان تخمدان مبارزه می‌کرد.

## فیلم
از فیلم‌ها یا برنامه‌های تلویزیونی که وی در آن نقش داشته‌است می‌توان به آثار زیر اشاره کرد:
- نخستین بانوی فروشنده دوره‌گرد (۱۹۵۶)
- میلی کاملاً مدرن (۱۹۶۷)
- گروه کلوپ بی‌کسان گروهبان فلفل (۱۹۷۸)
- آلیس در سرزمین عجایب (۱۹۸۵)
- بندانگشتی (۱۹۹۴)
- توستر کوچولوی شجاع به مریخ می‌رود (۱۹۹۸)

## مجموعه تلویزیونی
- سسمی استریت (۱۹۶۸-۱۹۸۸)
- خانواده آدامز (۱۹۹۲)
- اتوبوس مدرسه جادویی (۱۹۹۴)
- نمایش درو کری (۱۹۹۷)
- مرد خانواده (۲۰۰۶)